# Peixoto (Rio de Janeiro)
Peixoto es una zona de la ciudad de Río de Janeiro, Brasil, incluida dentro del territorio del barrio Copacabana, en la zona sur de la ciudad. Si bien los habitantes de la zona la reconocen como un barrio, a efectos legales es solamente un Área de Protección Ambiental y las leyes municipales señalan ese terreno como parte del barrio de Copacabana.

## Historia
Los terrenos del barrio pertenecieron a la chacra del comerciante portugués comendador Paulo Felisberto Peixoto da Fonseca, que llegó al Brasil en 1875. Su chacra poseía una laguna, un pantanal, árboles frutícolas y un bosquecillo de bambú entre los morros de São João y de los Cabritos. El Comendador Peixoto no tuvo descendientes y dejó, mediante donación del 15 de junio de 1938, todos los terrenos de su chacra para cinco instituciones de caridad: Asociación Asilo São Luís para la Vejez Desamparada, Sociedad Portuguesa Caja de Socorros D. Pedro V, Sociedad Portuguesa de Beneficencia de Río de Janeiro, Casa de Expósitos y Hospital Nuestra Señora de los Dolores. Como particularidad de esta donación, el Comendador Peixoto impuso la condición de que las construcciones dentro del área donada no pudieran superar la barrera de los tres pisos, lo que terminó siendo desvirtuado a lo largo de los años. Asimismo, el barrio mantiene, en varias calles, una altura mucho más baja que la mayoría del resto del barrio de Copacabana.
En 1989, la ley municipal 1,390 creó el Área de Protección Ambiental del Barrio Peixoto, definiendo la declaración como patrimonio cultural de decenas de inmuebles y determinando que las nuevas construcciones no pueden superar, en todos sus elementos constructivos, la altura máxima de 15 metros. 

## Límites

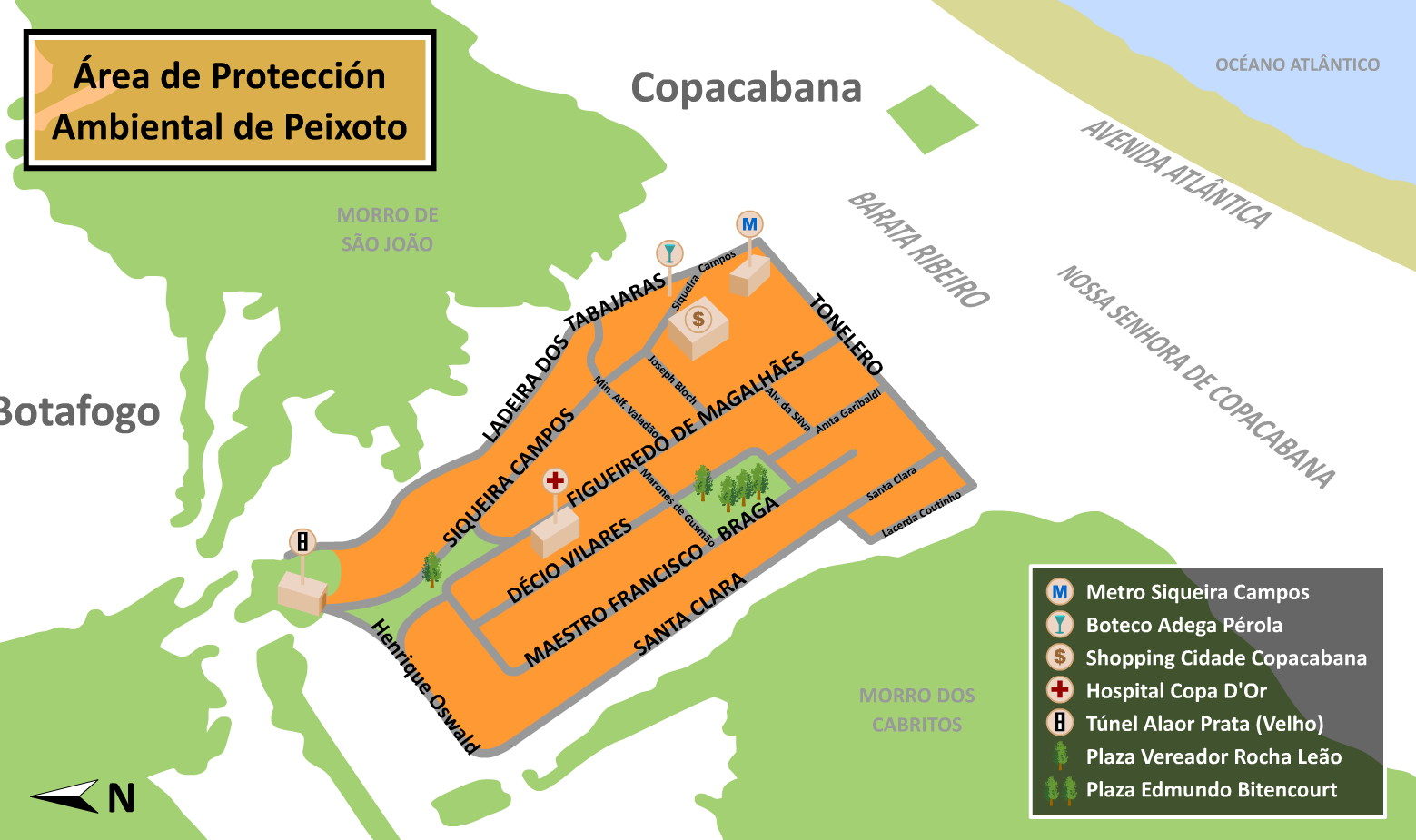
Mapa de Peixoto

De acuerdo con la ley 1.390 (de 1989) de la Cámara de Vereadores (órgano legislativo municipal) de Río de Janeiro, la zona de Peixoto se encuentra en el centro de Copacabana, en la únión con el barrio Botafogo hacia el norte, y está delimitada por las calles Henrique Oswald al norte, Ladeira dos Tabajaras y Siquiera Campos al este, Tonelero al sur, y Lacerda Coutinho y Santa Clara al oeste. Incluye las plazas Edmundo Bittencourt y Vereador Rocha Leão, en la entrada al túnel Alaor Prata (conocido como túnel Velho), que lleva a Botafogo.
Si bien la ley municipal lo señala como "barrio Peixoto", la zona no tiene decreto de creación sancionado por la Cámara Municipal, como el resto de los barrios de Río de Janeiro, por lo que no puede considerárselo oficialmente como un barrio carioca.

## Toponimia
El nombre deriva del portugués Paulo Felisberto Peixoto da Fonseca, quien llegó a Brasil en 1875 y compró algunas tierras en la zona, para establecer una chacra en el área que hoy se conoce como Peixoto.

## Área de Protección Ambiental
Sobre 1960, el gobierno del entonces denominado Estado de la Guanabara quiso edificar una escuela pública en la plaza Edmundo Bittencourt. Un grupo de vecinos, reclamando el estatus de Área de Protección Ambiental para preservar los elementos característicos del paisaje urbano del lugar, se reunió para impedirlo, creando en 1962 la Sociedad de los Amigos del Barrio Peixoto (que en la década del '80 se convirtió en la Asociación de Habitantes y Amigos del Barrio Peixoto).
El 13 de marzo de 1990, el decreto municipal Nº 9.226 reglamentó la creación del APA (Área de Protección Ambiental) de Peixoto, sancionado por la Cámara Municipal de Río de Janeiro el 12 de mayo de 1989. El articulado de la ley determinó que las nuevas edificaciones no podrían superar la altura de quince metros, considerados todos los elementos de construcción.
En Brasil, de acuerdo con el Sistema Nacional de Unidades de Conservación, un Área de Protección Ambiental es una zona "dotada de atributos naturales, estéticos y culturales importantes para la calidad de vida y el bienestar de las poblaciones humanas. Generalmente es un área extensa, con el objetivo de proteger la diversidad biológica, ordenar el proceso de ocupación humana y asegurar la sustentabilidad del uso de los recursos naturales. Está constituida por tierras públicas y privadas".